# Allen Daviau
Allen Daviau (Nova Orleães, 14 de junho de 1942 — Los Angeles, Califórnia, 15 de abril de 2020) foi um diretor de fotografia norte-americano. Foi conhecido por suas colaborações com Steven Spielberg como diretor de fotografia por seu trabalho em E.T.: O Extraterrestre (1982), A Cor Púrpura (1985) e Império do Sol (1987). Ele foi indicado e ganhou vários prêmios, incluindo cinco indicações ao Oscar e duas indicações ao British Academy Film Awards, com uma vitória.

## Morte
Morreu aos 77 anos, em decorrência da COVID-19.